# Mankessim
Mankessim – nadmorskie miasto w Ghanie, w regionie Centralnym. Jest największym miastem dystryktu Mfantseman i według spisu w 2010 roku liczy 38,3 tys. mieszkańców. 